# 핫토리 마사나리 (1542년)

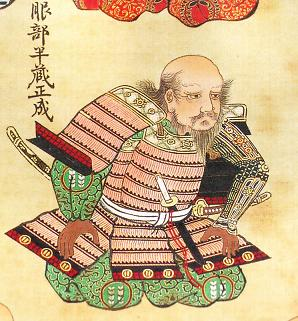
핫토리 한조

핫토리 마사나리/마사시게(服部正成, 1542년 ~ 1596년 12월 23일)는 센고쿠 시대부터 아즈치모모야마 시대의 미카와 출신의 무장이다. 핫토리 한조(服部半藏)라는 이름으로 잘 알려져 있다. 도쿠가와 이에야스(德川家康)의 가신이며, 이가를 거점으로 유능한 닌자들을 많이 양성시켜 에도 막부의 기반을 다져놓았다.

## 한조몬
현재 도쿄의 한조몬(半蔵門)이라는 지명은 핫토리 마사나리의 이명 한조에서 유래한 것이다.

## 같이 보기
- 후마 고타로
- 닌자

| 전임 핫토리 야스나가 | 제2대 핫토리 한조 | 후임 핫토리 마사나리 |